# Maurizio Buscaglia
Maurizio Buscaglia, né le 9 avril 1969, à Bari, en Italie, est un entraîneur italien de basket-ball.

## Palmarès
- Meilleur entraîneur de l'année de l'EuroCoupe 2016
- Meilleur entraîneur du championnat d'Italie 2015
- Coupe d'Italie de basket-ball de LegaDue 2013